# Pita ardent
La pita ardent (Erythropitta arquata) és una espècie d'ocell de la família dels pítids (Pittidae) que habita els boscos de les muntanyes de Borneo.